# 綠族無限
綠族無限（英語：Mugen），是一匹在澳洲和香港出賽的賽駒，來港後練馬師是伍鵬志。

## 簡介
週歲時，「綠族無限」於2020年 Inglis Melbourne Premier Yearling Sale以160,000澳元成交。其後，「綠族無限」被運來香港服役，加盟伍鵬志馬房。
2023年11月11日，「綠族無限」打開其在港的勝利之門。
2024年4月28日，薛恩策騎「綠族無限」出戰國際一級賽主席短途獎，不敵「賢者無敵」及「加州星球」，取得第三名。
2024年6月23日，田泰安策騎「綠族無限」勝出國際三級賽精英盃。賽後，田泰安說道：「由於賽前下過雨，令跑道表面變得有點鬆散，因此牠沿途一直受到踢起的泥頭所影響，我不認為牠（『綠族無限』）跑得高興，這令我有點憂慮，但當我們跑至轉彎途程，牠看來已跑得較為舒適順暢，其後馬群亦逐漸散開，讓牠有更多空間發揮及推進。其時我只須選擇如何取位並催策牠上前，我當然希望賽事步速可以更快一點，但我深知此駒擁有上佳加速力，而牠今仗只負如此輕磅，我知道牠定必可以完成任務。事實馬兒在末段亦展現凌厲衝刺，直奔終點。」練馬師伍鵬志說道：「希望牠未來一年可以繼續進步，成為一匹在1200米或1400米表現出眾的短途佳駟。此駒的馬主十分希望擁有一匹可以遠征及衝出香港的良駒，或許牠就是那一駒。我們或會考慮安排牠前往日本角逐短途馬錦標（1200米一級賽），且看牠夏季時狀態如何。若果沒有太多賽事選擇的話，我們或會安排牠到日本一試。相反地若有適合牠的賽事，我們則會讓牠留在香港出賽。」

## 在港勝出賽事全紀錄
| 比賽日期   | 賽事名稱             | 賽事班次 | 賽道 | 賽事路程 | 比賽馬場 | 名次 | 完成時間 | 騎師   |
| ---------- | -------------------- | -------- | ---- | -------- | -------- | ---- | -------- | ------ |
| 11/11/2023 | PANASONIC浴室寶讓賽  | 第三班   | 草地 | 1200米   | 沙田馬場 | 1    | 1:08.97  | 田泰安 |
| 17/12/2023 | 六福珠寶囍愛系列讓賽 | 第三班   | 草地 | 1200米   | 沙田馬場 | 1    | 1:09.24  | 田泰安 |
| 21/01/2024 | 田灣山讓賽           | 第二班   | 草地 | 1400米   | 沙田馬場 | 1    | 1:21.27  | 田泰安 |
| 23/06/2024 | 精英盃（讓賽）       | G3       | 草地 | 1400米   | 沙田馬場 | 1    | 1:21.77  | 田泰安 |

## 在港一級賽出賽全紀錄
| 比賽日期   | 賽事名稱       | 賽事班次 | 賽道 | 賽事路程 | 比賽馬場 | 名次 | 完成時間 | 騎師 |
| ---------- | -------------- | -------- | ---- | -------- | -------- | ---- | -------- | ---- |
| 28/04/2024 | 主席短途獎     | G1       | 草地 | 1200米   | 沙田馬場 | 3    | 1:09.69  | 薛恩 |
| 23/02/2025 | 女皇銀禧紀念盃 | G1       | 草地 | 1400米   | 沙田馬場 | 9    | 1:21.17  | 薛恩 |

## 在港以外大賽出賽全紀錄
| 比賽日期   | 賽事名稱   | 賽事班次 | 賽道 | 賽事路程 | 比賽馬場   | 名次 | 完成時間 | 騎師   |
| ---------- | ---------- | -------- | ---- | -------- | ---------- | ---- | -------- | ------ |
| 29/09/2024 | 短途馬錦標 | G1       | 草地 | 1200米   | 中山競馬場 | 13   | 1:07.70  | 田泰安 |

## 外部連結
- . 2024-06-23  [2024-06-23]. （原始内容存档于2024-06-26）.